# Edifici d'habitatges a la plaça de Santa Maria (Puigcerdà)
Edifici d'habitatges a la plaça de Santa Maria és una obra de Puigcerdà (Baixa Cerdanya) inclosa a l'Inventari del Patrimoni Arquitectònic de Catalunya.

## Descripció
Construcció de diversos cossos amb murs arrebossats i estucats, cobertes de pissarra i portada d'arc rebaixat amb dovelles i brancals de pedra.
El cos principal de l'edifici té planta baixa i tres pisos, l'últim d'ells amb mansardes.
Obertures verticals enllaçades de dalt a baix. En el cos corresponent a la cantonada amb el carrer Querol, a la primera planta hi ha una terrassa amb barana de pedra coronada per peces esfèriques. La resta de plantes estan retranquejades en relació al pla de façana de la planta baixa. En aquest cos es prolonguen els pisos formant una torre d'una alçada total de cinc plantes. Aquesta torre està coronada per una coberta a quatre aigües, de pissarra, amb forta pendent i elements ornamentals de ferro. Important ràfec ornamentat a tot l'edifici.